# Ren i Stimpi
Ren i Stimpi (engl. The Ren & Stimpy Show; u prevodu Ren i Stimpi šou) američko-kanadska je crtana televizijska serija koju je stvorio Džon Krisfelusi za američki kanal Nikelodion. Serija sadrži i opisuje avanture Rena i Stimpija. Ren Hoek je psihotična čivava, dok je Stimpi ili Stimpson J. Mačak, dobroćudni mačor, pomalo blentav i naivan. 

## Razvoj serije
Ren i Stimpi su američki animirani serijal koji je kreirao Džon Kricfalusi za televizijsku mrežu Nickelodeon. Serija je premijerno prikazana 11. avgusta 1991. godine i brzo je postala poznata po svom ekscentričnom humoru, nekonvencionalnom stilu animacije i često kontroverznim sadržajima. Glavni likovi serije su Ren, pas čivava sa teškim temperamentom, i Stimpi, debeli i neobično glupi mačak. 
Radnja serije često je bila neobična i nepredvidiva, u kojem su se prikazivalae apsurdne situacije i bizarnost likova. Serija je bila poznata po svom crtanom stilu koji je uključivao detaljne pozadine, ekspresivne karaktere i često ekstremne izraze lica. 
Serija je tokom godina stekla kultni status, ali je takođe bila kontroverzna zbog svog humora koji je često bio smeo i neprimeren za mlađu publiku. Nakon nekoliko sezona, Džon Kricfalusi je napustio seriju, a kasnije su producirane nove sezone bez njegovog učešća.
Uprkos kontroverzama, Ren i Stimpi su ostali jedan od najuticajnijih animiranih serijala devedesetih godina, inspirišući niz drugih animatora i serija. Nakon originalnog serijala, producirane su i nekoliko specijalnih epizoda.

## Likovi
Ren Hoek (Dimitrije Stojanović) je nervozna i psihotična čivava. Njegov najbolji prijatelj je mačak Stimpi. Često ga Stimpi nervira i zbog toga bes iskaljuje na njemu. Iako je pas, drugi likovi mu se često posmevaju da je komarac. Ima rođaka Svena.
Stimpi Dž. Mačak (Vladislava Đorđević) je debeljuškast i tupav mačak. Voli da gleda televiziju, a omiljena emisija mu je "Kapetan Mulj". Omiljena pesma mu je "Sreća, sreća, radost". Ren ga često udara i vređa. U epizodi "Taj plavi nos", Stimpi je pevao pod pseudonimom Slinatra i tada mu je glas pozajmljivao Vlada Divljan.
Gospodin Konj (Đorđe Rahaja) je humanoidni sivi konj. On se nakon Rena i Stimpija najčešće pojavljuje. Uloga mu se menja od epizode do epizode. Tako je u jednoj epizodi Tv spiker, dok je u drugoj prelimerni sudija u takmičenju za pse. 
Prezlamen u Prahu (Dimitrije Stojanović) je superheroj, koji ima dve zasebne epizode. Njegov lik je parodija na Supermena, a njegov alter ego je pastor Prezla, koji radi kao državni službenik. On je zapravo humanoidni dvopek koji ima razne moći poput letenja, tako što se "ispali" iz tostera, pri čemu leti unazad. Iz svog tela može da ispaljuje različite stvari: iz glave ispaljuje "masne super krekerčiće", iz pupka "hiper lepljivu nuklearnu marmeladu", a iz pazuha "hiper korozivne prezle".
Kapetan Mulj (Dimitrije Stojanović) je muljar koji ima svoju dečiju emisiju. Iako je na sceni zabavan i sjajan, iza nje je ciničan i pomalo depresivan. Iako je televizijska zvezda u jednoj epizodi je kidnapovao papu i u tom zločinu ga je sprečio Prezlamen.
Petronije Nosonja (Dimitrije Stojanović) je senilni starac, čije je telo u procesu raspadanja i voli da baroniše. Prvi put se pojavljuje u trećoj sezoni u epizodi "Stimpijev crtać", u kojem je predstavljen kao Stimpijev idol u produkciji crtaća. Kasnije se pojavljivao u raznim ulogama, tako je u jednoj epizodi odbegli zatvorenik, a u drugoj Renov anđeo čuvar, koji mu daje životne savete.
Smrdlja/Smrdoje Bata (Vladislava Đorđević) je parodija na Deda Mraza. Živi na Zapadnom polu i tvorac je Stimpijeve omiljene pesme "Sreća, sreća, radost". Na Vožić (parodija na Božić) leti u viršlomobilu i deci umesto poklona ostavlja sažvakane žvake.
Bogomoljka Semi (Vladislava Đorđević) je antropomorfna bogomoljka koja je poznata po svom hit singlu "Bogomoljka" i po tome što voli da odgriza likovima glave. Stimpi je veliki fan Bogomoljke Semi.

## Renov i Stimpijev crtani za odrasle
Renov i Stimpijev crtani za odrasle (engl. Ren & Stimpy's Adult Party Cartoon) je nastavak originalne serije, a centralna figura u stvaranju ovog serijala ke bio Džon Krisfalusi. Premijerno je prikazana na kanalu Spajk (engl. Spike) u junu 2003. godine.
Ovaj serijal je imao značajane promene u tonu i sadržaju, usmeravajući se ka odrasloj publici. Serija je eksperimentisala sa temama i humorom koji su bili eksplicitniji i kontroverzniji u poređenju sa originalnom serijom, a Ren i Stimpi su prikazani kao homoseksualni par.
Kritike su bile negativne, a serija je nakon tri epizode otkazana.

## Ponovno pokretanje serije
Ponovno pokretanje serije Rena i Stimpija najavljen je u avgustu 2020. godine od strane Komedi Sentrala. U planu je reimaginacija popularne animirane serije, ali je jasno naglašeno da njen tvorac, Džon Krisfalusi, neće biti uključen u novi projekat i da neće dobiti finansijsku nadoknadu za njega. Od tada je bilo malo informacija o projektu, ali Bili Vest, glumac koji daje originalne glasove za glavne likove serije, nekoliko puta je podsećao javnost da je serija još uvek u razvoju. Nedavna razmena na društvenim mrežama između Vesta i poznatog glasovnog glumca Erika Bauze potvrdila je napredak projekta. Prema rečima Krisa Mekartija, predsednika ViacomCBS Entertainment & Youth Group, nova verzija serije biće deo rastuće ponude animacija za odrasle na Komedi Sentralu, koja uključuje i South Park, Bivsa i Batheda i Srednja škola klonova (engl. Clone High).

## Emitovanje i sinhronizacija
Srpska sinhronizacija je prvobitno emitovana na području Srbije, Crne Gore i Bosne i Hercegovine na kanalu B92 koji je uradio sinhronizaciju serije. Crtana serija je kasnije emitovana na kanalu TV Ultra.

## Uloge
- Ren Hoek — Dimitrije Stojanović
- Stimpson "Stimpi" Ket — Vladislava Đorđević

## Spisak epizoda
Glavni članak: Spisak epizoda serije Ren i Stimpi
| Sezona | Sezona | Epizode | Originalno prikazivanje            | Originalno prikazivanje            |
| Sezona | Sezona | Epizode | Prvo prikazivanje                  | Poslednje prikazivanje             |
| ------ | ------ | ------- | ---------------------------------- | ---------------------------------- |
|        | Pilot  | Pilot   | 15. septembar 1991. (deo sezone 1) | 15. septembar 1991. (deo sezone 1) |
|        | 1      | 6       | 11. avgust 1991.                   | 23. februar 1992.                  |
|        | 2      | 12      | 15. avgust 1992.                   | 23. maj 1993.                      |
|        | 3      | 10      | 20. novembar 1993.                 | 30. jul 1994.                      |
|        | 4      | 14      | 1. oktobar 1994.                   | 1. april 1995.                     |
|        | 5      | 10      | 3. jun 1995.                       | 16. decembar 1995.                 |